# サッカー南モルッカ代表
サッカー南モルッカ代表（サッカーみなみモルッカだいひょう）は、マルクサッカー協会により編成される南モルッカのサッカーのナショナルチームである。南モルッカ代表は、FIFA及び、AFCに加盟していない。ワールドカップや、アジアカップに参加することはできない。